# Rotmantel-Waldsänger
Der Rotmantel-Waldsänger (Setophaga discolor, Syn.: Dendroica discolor) oder Rostscheitel-Waldsänger ist ein kleiner Vogel aus der Gattung der Baumwaldsänger (Setophaga) in der Familie der Waldsänger (Parulidae).
Oberseits ist das Gefieder olivgrün mit schwarzen Streifen an den Flanken und mit v-förmigen oder halbkreisförmigen schwarzen Streifen unterhalb der Augen und durch die Augen. Die Schwanzfedern sind schwärzlich und das Untenseitengefieder gelb. Rotmantel-Waldsänger brüten im Osten von Nordamerika und fliegen im Winter unter anderem nach Florida und Zentralamerika. Sie bewohnen Mangroven, offene Waldgebiete und Gärten. Als Brutparasit legt der Braunkopf-Kuhstärling (Molothrus ater) seine Eier in das Nest des Rostscheitel-Waldsängers.